# Uncle Slam
Uncle Slam war eine US-amerikanische Thrash-Metal- und Crossover-Band aus Los Angeles, Kalifornien, die im Jahr 1984 unter dem Namen The Brood gegründet wurde, 1987 umbenannt wurde und sich 1995 trennte.

## Geschichte
Die Band wurde im Jahr 1984 unter dem Namen The Brood von den Gitarristen und Sängern Jon Nelson und Todd Moyer, Bassist John Flitcraft und Ex-Suicidal-Tendencies-Schlagzeuger Amery Smith gegründet. Nachdem im Jahr 1986 das selbstbetitelte Album veröffentlicht worden war, änderte die Gruppe ihren Namen 1987 in Uncle Slam um. Flitcraft verließ die Band noch vor der Namensänderung und wurde durch Louiche Mayorga ersetzt, welcher vorher bei Suicidal Tendencies tätig war. Mayorga verließ kurz darauf jedoch auch die Band, sodass Bob Heathcote, welcher später auch bei Suicidal Tendencies spielen sollte, in die Band aufgenommen wurde. Heathcote wurde etwas später durch Simon Oliver ersetzt. Uncle Slam veröffentlichte ihr erstes Album namens Say Uncle im Jahr 1988 bei Caroline Records. Oliver verließ die Band 1989 und wurde durch Angelo Espino ersetzt. Nachdem Oliver im Jahr 1991 der Band wieder beigetreten war, wurde das nächste Album Will Work for Food im Jahr 1993 bei Restless Records. Im Folgejahr verließ Smith die Besetzung, sodass er durch das Ex-Suicidal-Tendencies-Mitglied R. J. Herrera ersetzt wurde. Moyer, Oliver und Herrera begaben sich dann ins Studio, um das letzte Album When God Dies aufzunehmen, das 1995 bei Medusa Records erschien, ehe sich die Band noch im selben Jahr auflöste. Nach der Auflösung trat Smith den Beastie Boys und BS 2000. Er trat danach AgainST bei, einer Band von Ex-Excel-Sänger Dan Clements und Ex-Suicidal-Tendencies-Mitgliedern Grant Estes, Amery Smith und Louiche Mayorga.

## Stil
Die Band spielt schnellen Thrash Metal, der für die späten 1980er und frühen 1990er Jahre typisch ist. Ihr Musikstil wird mit dem der Band Suicidal Tendencies verglichen, zu der es auch personelle Verbindungen gibt, oder als „generischster des generischen Thrash“ bezeichnet, der ein Abklatsch anderer Abklatsche sei. Auf Say Uncle spielt die Band „ziemlich traditionellen Crossover-Thrash im amerikanischen Stil“ mit Hardcore-Elementen, der auch als „Begleitmusik zum Skateboarden“ bezeichnet wurde. Die Texte handeln von typischen Themen wie Erhabenheit, dem Dasein als Ausgestoßener, Rache, Krieg und Politik. Das Album gilt als Crossover-Thrash-Klassiker. Das Album gilt vielen Kritikern als nicht sonderlich innovatives Album, „aber es steht definitiv gut neben I Hate Therefore I Am (Cyclone Temple), Born To Expire (Leeway)[,] Mind Wars (Holy Terror), Beast On My Back (Crumbsuckers) und Kill To Survive (Meliah Rage), als eines der Lieblingsalben jedes Metal-Sammlers, aber kritisch unterbewertetsten je veröffentlichten Alben“.

## Diskografie
als The Brood
- The Brood (Album, 1986, Profile Records)
- Second Album Demos (Demo, 1986, Eigenveröffentlichung)
- Call of the Dog (Single, 1986, Profile Records)

als Uncle Slam
- Say Uncle Preproduction Demo (Demo, 1987, Eigenveröffentlichung)
- Demo '87 (Demo, 1987, Eigenveröffentlichung)
- Say Uncle (Demo, 1988, Eigenveröffentlichung)
- The Virgin Hot Metal Hell EP (Split mit Dirty Rotten Imbeciles, Beowülf, E-X-E und Death Angel, 1988, Virgin Records)
- Say Uncle (Album, 1988, Caroline Records)
- Will Work for Food (Album, 1993, Restless Records)
- When God Dies (Album, 1995, Medusa Records)